# KNVB Beker 2016/17 (amateurs)
De KNVB Beker voor amateurs betrof in het seizoen 2016/17 alleen de bekerstrijd in de zes KNVB-districten. Als gevolg van een beslissing van de KNVB, in samenspraak met de clubs, is met ingang van dit seizoen een einde gekomen aan de eindstrijd tussen de zes districtsbekerwinnaars om de landelijke amateurbeker.
Aan de bekertoernooien konden de standaardteams van de clubs uitkomend in de Hoofdklasse en de lagere klassen (1e klasse tot en met vijfde klasse) deelnemen, alsmede de kampioenen en periodekampioenen van de reserve hoofdklassen. De clubs die de halve finales in de districtsbeker bereiken, plaatsten zich voor het KNVB Bekertoernooi van het seizoen 2017/18.
De titelhouder in het district Noord (tevens titelhouder van de landelijke amateurbeker), VV Staphorst, prolongeerde de titel, in West-II prolongeerde vv Noordwijk eveneens de titel. In het district Oost ging de titel naar CSV Apeldoorn, in West-I naar VPV Purmersteijn (de enige eersteklasser onder de bekerwinnaars), in Zuid-I naar HSV Hoek en in Zuid-II naar Blauw Geel '38.

## Districtsbekers
In elk district werd er begonnen in een poule van vier clubs. De winnaar en de nummer twee gingen door naar de knock-outfase. Daarna werden in sommige districten tussenrondes gespeeld om het aantal clubs terug te brengen naar een macht van twee, om knock-outrondes te kunnen spelen (bijvoorbeeld 64 of 128). In andere districten werden enkele clubs vrijgeloot en gingen zo automatisch door naar de derde ronde.
| Datum                    | Thuisclub       | Uitslag      | Uitclub        |
| Kwartfinale              | Kwartfinale     | Kwartfinale  | Kwartfinale    |
| ------------------------ | --------------- | ------------ | -------------- |
| 04 april                 | VV Staphorst    | 3-0          | MSC            |
| 12 april                 | SC Genemuiden   | 4-3          | WVV            |
| 15 april                 | VV Nieuw Buinen | 1-1 ns (1-4) | VV Buitenpost  |
| 15 april                 | Olde Veste '54  | 3-0          | HZVV           |
| Halve finale             |                 |              |                |
| 26 april                 | SC Genemuiden   | 4-0          | Olde Veste '54 |
| 26 april                 | VV Staphorst    | 3-0          | VV Buitenpost  |
| Finale bij SC Genemuiden |                 |              |                |
| 20 mei                   | VV Staphorst    | 1-0          | SC Genemuiden  |

| Datum                    | Thuisclub      | Uitslag      | Uitclub          |
| Kwartfinale              | Kwartfinale    | Kwartfinale  | Kwartfinale      |
| ------------------------ | -------------- | ------------ | ---------------- |
| 04 april                 | VV De Bataven  | 2-3          | CSV Apeldoorn    |
| 04 april                 | SDC Putten     | 1-0          | SP Silvolde      |
| 12 april                 | DUNO D.        | 2-4 *        | Sparta Nijkerk   |
| 18 april                 | DFS            | 3-1          | DVS '33 Ermelo-2 |
| Halve finale             |                |              |                  |
| 26 april                 | DFS            | 0-2          | CSV Apeldoorn    |
| 26 april                 | Sparta Nijkerk | 5-0          | SDC Putten       |
| Finale bij CSV Apeldoorn |                |              |                  |
| 20 mei                   | CSV Apeldoorn  | 2-2 ns (5-3) | Sparta Nijkerk   |

| Datum                 | Thuisclub            | Uitslag      | Uitclub              |
| Kwartfinale           | Kwartfinale          | Kwartfinale  | Kwartfinale          |
| --------------------- | -------------------- | ------------ | -------------------- |
| 22 maart              | HFC EDO              | 1-7          | AVV Swift            |
| 22 maart              | VV De Zouaven (zon.) | 1-1 ns (1-3) | VV Altius            |
| 29 maart              | ADO '20              | 3-2          | RKAV Volendam (zat.) |
| 29 maart              | VPV Purmersteijn     | 2-0          | Ajax (amateurs)      |
| Halve finale          |                      |              |                      |
| 15 april              | ADO '20              | 2-1          | AVV Swift            |
| 15 april              | VV Altius            | 0-5          | VPV Purmersteijn     |
| Finale bij SV De Rijp |                      |              |                      |
| 20 mei                | VPV Purmersteijn     | 2-2 ns (5-4) | ADO '20              |

| Datum                      | Thuisclub        | Uitslag      | Uitclub               |
| Kwartfinale                | Kwartfinale      | Kwartfinale  | Kwartfinale           |
| -------------------------- | ---------------- | ------------ | --------------------- |
| 25 februari                | ARC              | 0-3          | Excelsior Maassluis-2 |
| 25 februari                | Ter Leede        | 3-0          | HVV Te Werve          |
| 04 maart                   | VV Zwaluwen      | 0-0 ns (5-6) | vv Noordwijk          |
| 07 maart                   | DHC Delft (zon.) | 4-2          | VV Hellevoetsluis     |
| Halve finale               |                  |              |                       |
| 11 april                   | Ter Leede        | 1-3          | DHC Delft (zon.)      |
| 15 april                   | vv Noordwijk     | 3-0          | Excelsior Maassluis-2 |
| Finale bij ARC             |                  |              |                       |
| 20 mei                     | vv Noordwijk     | 2-1          | DHC Delft             |
|                            |                  |              |                       |
| Finale cat. 2, terrein ARC |                  |              |                       |
| 20 mei                     | Victoria '04     | 0-4          | SVV                   |

| Datum              | Thuisclub            | Uitslag      | Uitclub              |
| Kwartfinale        | Kwartfinale          | Kwartfinale  | Kwartfinale          |
| ------------------ | -------------------- | ------------ | -------------------- |
| 15 april           | VV Gestel            | 1-1 ns (3-4) | BVV (zon.)           |
| 15 april           | HSV Hoek             | 2-0          | VV Oosterhout (zon.) |
| 15 april           | VV Zundert           | 0-6          | VC Vlissingen (zon.) |
| 17 april           | RKSV Nuenen          | 1-0          | Bladella             |
| Halve finale       |                      |              |                      |
| 25 april           | BVV (zon.)           | 3-3 ns (5-4) | RKSV Nuenen          |
| 26 april           | VC Vlissingen (zon.) | 0-1          | HSV Hoek             |
| Finale bij MOC '17 |                      |              |                      |
| 20 mei             | HSV Hoek             | 3-1          | BVV                  |

| Datum                   | Thuisclub        | Uitslag      | Uitclub        |
| Kwartfinale             | Kwartfinale      | Kwartfinale  | Kwartfinale    |
| ----------------------- | ---------------- | ------------ | -------------- |
| 13 april                | RKSV Groene Ster | 1-2          | ZSV            |
| 17 april                | Blauw Geel '38   | 7-0          | RKSV De Ster   |
| 17 april                | SV Deurne-2      | 1-4          | VV Chevremont  |
| 17 april                | VV Gemert        | 2-1          | SV Meerssen    |
| Halve finale            |                  |              |                |
| 02 mei                  | VV Chevremont    | 0-0 ns (2-4) | Blauw Geel '38 |
| 02 mei                  | ZSV              | 0-5          | VV Gemert      |
| Finale bij SV Panningen |                  |              |                |
| 21 mei                  | Blauw Geel '38   | 4-0          | VV Gemert      |

1980/81 · 1981/82 · 1982/83 · 1983/84 · 1984/85 · 1985/86 · 1986/87 · 1987/88 · 1988/89 · 1989/90 · 1990/91 · 1991/92 · 1992/93 · 1993/94 · 1994/95 · 1995/96 · 1996/97 · 1997/98 · 1998/99 · 1999/00 · 2000/01 · 2001/02 · 2002/03 · 2003/04 · 2004/05 · 2005/06 · 2006/07 · 2007/08 · 2008/09 · 2009/10 · 2010/11 · 2011/12 · 2012/13 · 2013/14 · 2014/15 · 2015/16 · 2016/17 · 2017/18 · 2018/19 · 2019/20 · 2020/21 · 2021/22 · 2022/23 · 2023/24 · 2024/25 · 2025/26